# 溪边桑勒草
溪边桑勒草（学名：Sonerila rivularis）为野牡丹科蜂斗草属下的一个种。其种加词“rivularis”意为“溪畔的”。